# Ammophila insolata
Ammophila insolata är en biart som beskrevs av Frederick Smith 1858.
Ammophila insolata ingår i släktet Ammophila och familjen grävsteklar.

## Underarter
Arten delas in i följande underarter:
- Ammophila insolata argyropleura
- Ammophila insolata auricollis
- Ammophila insolata insolata
- Ammophila insolata ruficoxa